# Johann Elias Schlegel
Johann Elias Schlegel (født 17. januar 1719 i Meissen, død 13. august 1749 i Sorø) var en tysk forfatter og dansk professor.
Han besøgte 1733—39 Schulpforta-skolen og studere1de indtil 1742 jura i Leipzig, hvor han blandt andet omgiks Gellert og skrev i Gottscheds Die Schaubühne, idet han dog snart emanciperede sig fra de Gottschedske dramaturgiske teorier og mere nærmede sig det moderne standpunkt, Lessing senere hævdede.
I 1743 blev han sekretær hos Geheime-Kriegsrat von Spener, der var bleven kursachsisk gesandt i København, og følte sig meget tiltrukken af dansk åndsliv. Han udgav i København tidsskriftet Der Fremde og var samtidig medarbejder ved det ansete tyske ugeskrift Bremer Beiträge.
Han fulgte med opmærksomhed dansk dramatisk kunst, der efter kong Christian 6s død atter spirede frem, og han skrev prologen Die Langeweile til den danske skueplads genåbning 1747 i Tjærehuset. I 1748 blev han ansat som professor i historie, statsret og handelsvidenskab ved Sorø ridderlige Akademi, men hans helbred var allerede da svagt, og han kom kun et år til at virke i sin nye stilling.
Hans mål havde været at nedbryde den korrekte, åndsfattige poesis herredømme og bane vej for nye, friere former. Også dramaet søgte han at reformere, idet han hævdede Shakespeares betydning. Hans egen dramatiske produktion fik dog ikke meget betydning i samtiden. Hverken hans tragedier som Kanut og Lukretia eller hans lystspil som Der geschäftige Müszigänger, Die stumme Schönheit og Der Triumph der guten Frauen nåede ud over det traditionelle niveau.